# When The Night Closes In
When The Night Closes In (англ. «Когда наступает ночь») — пятый студийный альбом шведской поп-группы Secret Service, выпущенный в 1985 году. Записан на студии Park Studio в Эльвсё, районе Стокгольма. 
«How I Want You», «Let Us Dance Just a Little Bit More», «When the Night Closes In» и «Night City» были выпущены как синглы.
Шведский режиссёр Йонас Фрик снял видеоклипы на шесть песен с альбома — Night City, Let Us Dance Just a Little Bit More, Do You Remember, When The Night Closes In, How I Want You, Feel You Near Me.
Альбом имеет посвящение «Жоржу Сименону, написавшему книгу „Три комнаты на Манхэттене“».
Альбом стал первым в дискографии Secret Service, официально выпущенным в СССР на виниловой пластинке фирмы «Мелодия». Название группы было передано кириллицей — «Сикрет Сервис», название альбома было переведено как «Когда наступает ночь», а на оборотной стороне были переведены названия всех песен.

## Список композиций
| Номер | Название песни                        | Длительность | Авторы                    |
| ----- | ------------------------------------- | ------------ | ------------------------- |
| 1     | «Night City»                          | 3:39         | Тим Норелл, Ула Хоканссон |
| 2     | «Let Us Dance Just a Little Bit More» | 4:27         | Тим Норелл, Ула Хоканссон |
| 3     | «Special Songs»                       | 3:32         | Тим Норелл, Ула Хоканссон |
| 4     | «Do You Remember»                     | 3:26         | Тим Норелл, Ула Хоканссон |
| 5     | «Walking»                             | 4:03         | Тим Норелл, Ула Хоканссон |
| 6     | «When the Night Closes In»            | 4:07         | Тим Норелл, Ула Хоканссон |
| 7     | «How I Want You»                      | 3:47         | Тим Норелл, Ула Хоканссон |
| 8     | «Closer Every Day»                    | 3:10         | Тим Норелл, Ула Хоканссон |
| 9     | «Feel You Near Me»                    | 3:04         | Тим Норелл, Ула Хоканссон |
| 10    | «Just a Friend for the Night»         | 3:14         | Тим Норелл, Ула Хоканссон |

## Кавер-версии
Шведский певец Томми Чёрберг записал кавер на песню «Just a Friend for the Night». В его исполнении песня называется «Jag vill ha dig här (When I close my eyes)» и входит в его пластинку ...är... 1988 года.
Шведская певица Карола также записала эту песню под названием «When I close my Eyes», и она вошла в её альбом 1990 года Much More.
Шведский дуэт Lili & Susie записал песню «Do You Remember» в 1987 году и вошла в их альбом Dance Romance, а «Let Us Dance Just a Little Bit More» была выпущена как сингл в 1989 году.

## Участники записи
- Ула Хоканссон – вокал, исполнительный продюсер альбома.
- Лейф Паулсен – бас.
- Лейф Йоханссон – барабаны.
- Тонни Линдберг – гитара.
- Тим Норелл, Улф Вальберг – клавишные, бэк-вокал.
- Аке Гордебэк, Андерс Оредссон, Хокан Воллгорд, Лассе Густавссон, Лейф Паулсен, Понтус Олссон – инженеры звукозаписи.
- Понтус Олссон – микширование.
- Майкл Мелфорд – фото для обложки.
- Бенгт Мальмквист, Войта Клека – фото для внутренней стороны оформления пластинки.